# Назавжди (НаНаМаНа)
Назавжди (НаНаМаНа) — перший сингл українського гурту Друга Ріка з шостого студійного альбому «Supernation», який вийшов червень 2013 року. На підтримку синглу було знято відеокліп, режисером якого став Віктор Скуратовський. Ця робота стала останньою для гурту з Скуратовським, як бас-гітариста (у лютому 2014 року він пішов із гурту).

## Про сингл
За словами фронтмену гурту Валерія Харчишина, сама композиція у своєму початковому вигляді мала англомовний текст і лише один раз виконувалась на живих виступах у 2012 році . Валерій був проти перекладу слів пісні на українську мову, адже він вважав саунд композиції близьким до європейсько-англійського стилю і боявся загубити особливу атмосферу пісні. Але вже першої репетиції українізована «Назавжди» зазвучала ще ширшою музичною симфонією, додавши український присмак до фірмового британського звучання .

## Музичне відео
Відеороликом на пісню «Назавжди» музиканти «Другої Ріки» хотіли привернути увагу суспільства до факту зростання кількості міліціонерів, що втім, ніяк не відбивається на активності злочинців . Це відео стало першим, у якому вперше за довгий час (з 2010 року) з'явився другий гітарист гурту — Сергій Біліченко у ролі члена журі-міліціянта.

## Список композицій
| #  | Назва                 | Тривалість |
| -- | --------------------- | ---------- |
| 1. | «Назавжди (НаНаМаНа)» | 3:09       |

## Учасники запису
Друга Ріка
- Валерій Харчишин — вокал
- Олександр Барановський — гітара
- Дорошенко Олексій — ударні
- Біліченко Сергій — гітара
- Віктор Скуратовський — бас-гітара
- Сергій Гера — клавішні

## Чарти
| Чарт (2013)                   | Позиція |
| ----------------------------- | ------- |
| Ukraine Top 40                | 22      |
| Top City & Country Radio Hits | 60      |